# Departamento Libertador General San Martín (Misiones)
Das Departamento Libertador General San Martín liegt im Herzen der Provinz Misiones in Argentinien und grenzt an die Departamentos San Ignacio, Montecarlo, Cainguás sowie an die Republik Paraguay. Es ist eine von 17 Verwaltungseinheiten der Provinz.
Es hat eine Fläche von 1.451 km² was 4,88 % der Gesamtfläche der Provinz Misiones entspricht. Bei der Volkszählung 2001 wurden 42.440 Einwohner, 2010 dann 46.561 Einwohner gezählt.
Das Departamento umfasst die Gemeinden Capioví, El Alcázar, Garuhapé, Puerto Leoni, Puerto Rico und Ruiz de Montoya.
Koordinaten: 26° 54′ S, 55° 0′ W